# Taboo (film 1980)
Taboo è un film pornografico statunitense del 1980 diretto da Kirdy Stevens con protagonista Kay Parker. La pellicola è celebre per aver trasposto sullo schermo in chiave hard il tema dell'incesto, in particolare quello tra madre e figlio. Il grande successo del film, diede origine ad una lunga serie di sequel.

## Trama
Barbara Scott, una signora di circa 40 anni, è ritenuta frigida dal marito Christopher, e di conseguenza viene da egli lasciata. La donna pensa che il consorte l'abbia abbandonata per la sua segretaria, ma ciò non viene mai confermato. Lasciata da sola con il figlio Paul, deve trovare un modo per mantenere entrambi, e dietro raccomandazione della sua amica ninfomane Gina, Barbara riesce a trovare un lavoro come segretaria in un'agenzia assicurativa, ma lì viene pesantemente molestata sessualmente dal titolare, Jerry Morgan. Intanto, il figlio adolescente Paul copula con la sua bionda ragazza Sherrie McBride, e successivamente anche con l'amica mediorientale di lei, che non ha mai avuto un orgasmo a causa del complesso di Edipo. Nel frattempo Barbara viene convinta da Gina a recarsi ad un appuntamento al buio con un giovane, per distrarsi dalla separazione dal marito. L'affascinante ragazzo si rivela essere uno scambista che la porta a un'orgia, alla quale però la donna si rifiuta sdegnata di prendere parte. In questo stato emotivo, Barbara torna a casa dove trova il figlio addormentato, e osservando il grosso pene di lui, non resiste e si lascia sedurre dal ragazzo. Al risveglio, la mattina dopo il consumato rapporto incestuoso, è responsabile di un forte senso di colpa nella donna. Barbara accetta quindi la corte del suo datore di lavoro, ma anche se sembra seriamente intenzionata a costruire una relazione stabile con lui, continua a fare sesso con il figlio Paul sempre più di frequente.

## Accoglienza
Nel 1983, il film vinse il premio Homer Award della Video Software Dealers Association nella categoria Best Adult Tape, il riconoscimento fu considerato da molti come un punto di svolta nell'accettazione dei film a luci rosse da parte dell'industria mainstream dell'home video. Un recensore del sito internet Adams Underground lodò l'interpretazione di Kay Parker nel film: "[Parker] ...sviluppa il ruolo di Barbara con un'aggraziato, sensuale miscuglio di sofisticata femminilità e stupore che stuzzica e suscita una tangibile passione verso quel suo magnifico seno". Tuttavia criticò l'irrealistica rappresentazione dell'incesto, il finale del film e svariati aspetti tecnici della pellicola, inclusi il montaggio e il sonoro. Roger Feelbert di Pornonomy diede al film una B+, scrivendo: "Complessivamente, Taboo possiede un buon ritmo ed è ben recitato e mentre personalmente penso che avrebbe potuto beneficiare di un tono leggermente più cupo, nella sua totalità si merita il posto di rilievo che occupa nella storia del cinema porno". Roger T. Pipe di Rogreviews assegnò al film 11 su 12 stellette e lo definì un classico: "È abbastanza facile capire perché questo è uno dei porno preferiti di tutti i tempi. Kay Parker è una donna straordinaria che gestisce un ruolo piuttosto difficile. La sceneggiatura è abbastanza semplice, ma ha sicuramente più profondità emotiva di qualsiasi altra cosa vediamo in questi giorni. Sia lei che Ranger sono impressionanti in questo film. La storia tocca un certo numero di tematiche che, perdonatemi, rimangono tabù ancora oggi. Il vero incesto, cioè il ritratto di una relazione sinceramente incestuosa, nel porno di oggi è quasi inesistente. Ciò aiuta a rendere il Taboo originale ancora piuttosto spigoloso a quasi trent'anni dalla sua uscita". Steve Pulaski di Steve The Movie Man definisce il film una "pietra di paragone nel porno... che potrebbe benissimo essere considerato il primo film pornografico americano incentrato su un tabù feticista, in questo caso, l'incesto madre-figlio". Egli aggiunse inoltre che la sceneggiatura di Taboo venne scritta da una donna e di come in definitiva, il film parli di come le donne vengono trattate nella società moderna.

## Distribuzione
- Dart Enterprises (come Dart Ent. Inc) (1980) (USA) (cinema)
- VCX (1982) (USA) (VHS)
- Standard Video (2000) (USA) (DVD)
- Addictive Entertainment (2006) (USA) (DVD)
- Marc Dorcel Productions (2006) (Francia) (DVD)
- Gloff Films (USA) (cinema)
- Alpha Blue Archives (USA) (VHS)
- Standard Video (USA) (VHS)
- VCX (USA) (DVD)

## Riconoscimenti
- Nel 1997 il film è stato introdotto nella XRCO Hall of Fame.[5]
- Nel 2007 la pellicola è stata inserita alla posizione numero 21 nella lista "Top 101 All Time Greatest Movies" redatta da AVN.

## Curiosità
- Come riferito dalla protagonista Kay Parker nel commento inserito nell'edizione speciale in DVD del film, la Taboo: Special Edition, all'epoca delle riprese, esisteva effettivamente una grande attrazione fisica tra lei e Mike Ranger[6].